# مديرية السوم

تعديل مصدري - تعديل

مديرية السوم إحدى مديريات محافظة حضرموت في شرق اليمن. بلغ عدد سكانها 12,666 نسمة عام 2004.

موقع مديرية السوم في محافظة حضرموت